# FK Comae Berenices
FK Comae Berenices ist ein Stern der Spektralklasse G in einer Entfernung von etwa 700 Lichtjahren. Er ist der Prototyp der FK-Comae-Berenices-Sterne, welche zu den Rotationsveränderlichen Sternen gehören. Der Stern zeigt ein sogenanntes Flip-Flop-Verhalten.
Die scheinbare Helligkeit der Sterns schwankt mit einer Periode von 2,4 Tagen zwischen 8,03 und 8,43. Die Veränderlichkeit wurde im Jahr 1966 festgestellt.